# Linea di comunicazione
Linea di comunicazione è la generica denominazione che comprende ogni tipologia di servizio regolare e periodico di comunicazione (servizio di linea) fra due o più località, urbane o extraurbane, per il trasporto di passeggeri (linea passeggeri) di merci (linea da carico) o per la corrispondenza (linea postale), effettuati con natanti (linea marittima o di navigazione), con aeromobili (linea aerea) o con veicoli terrestri (linea autobus, linea ferroviaria, linea metropolitana, etc.).